# Thallose Lebermoose
Die Einteilung der Lebewesen in Systematiken ist kontinuierlicher Gegenstand der Forschung. So existieren neben- und nacheinander verschiedene systematische Klassifikationen. 
Das hier behandelte Taxon ist durch neue Forschungen obsolet geworden oder ist aus anderen Gründen nicht Teil der in der deutschsprachigen Wikipedia dargestellten Systematik.
Als thallose Lebermoose werden Lebermoose bezeichnet, deren Vegetationskörper, der Gametophyt, als äußerlich ungegliederter Thallus ausgebildet ist. Damit bezieht sich dieser Begriff auf zwei nicht unmittelbar miteinander verwandte Gruppen von Moosen, nämlich auf die Klasse der Marchantiopsida und auf die Ordnung der Metzgeriales aus der Klasse der Jungermanniopsida. Erstere haben einen komplex aufgebauten Thallus, der meist Luftkammern im Inneren und Atemporen aufweist, letztere haben eine einfach gebauten, nur aus wenigen Zellschichten bestehenden Thallus.
Der Begriff Thallose Lebermoose wird vereinzelt auch als deutscher Bezeichner für die Klasse der Marchantiopsida angewandt.